# Goddard Rocket Launching Site
Mit der Goddard Rocket Launching Site wird an den Ort erinnert, an dem der Wissenschaftler Robert Goddard im Jahr 1926 weltweit zum ersten Mal erfolgreich eine Rakete startete, die mit Flüssigtreibstoff betrieben wurde. Das frühere Außengelände seines Laboratoriums ist heute Teil des Pakachoag-Golfplatzes in Auburn im Bundesstaat Massachusetts der Vereinigten Staaten und nur noch durch ein Denkmal gekennzeichnet. Der Ort wurde 1966 als National Historic Landmark in das National Register of Historic Places eingetragen.

## Geschichte und historische Bedeutung

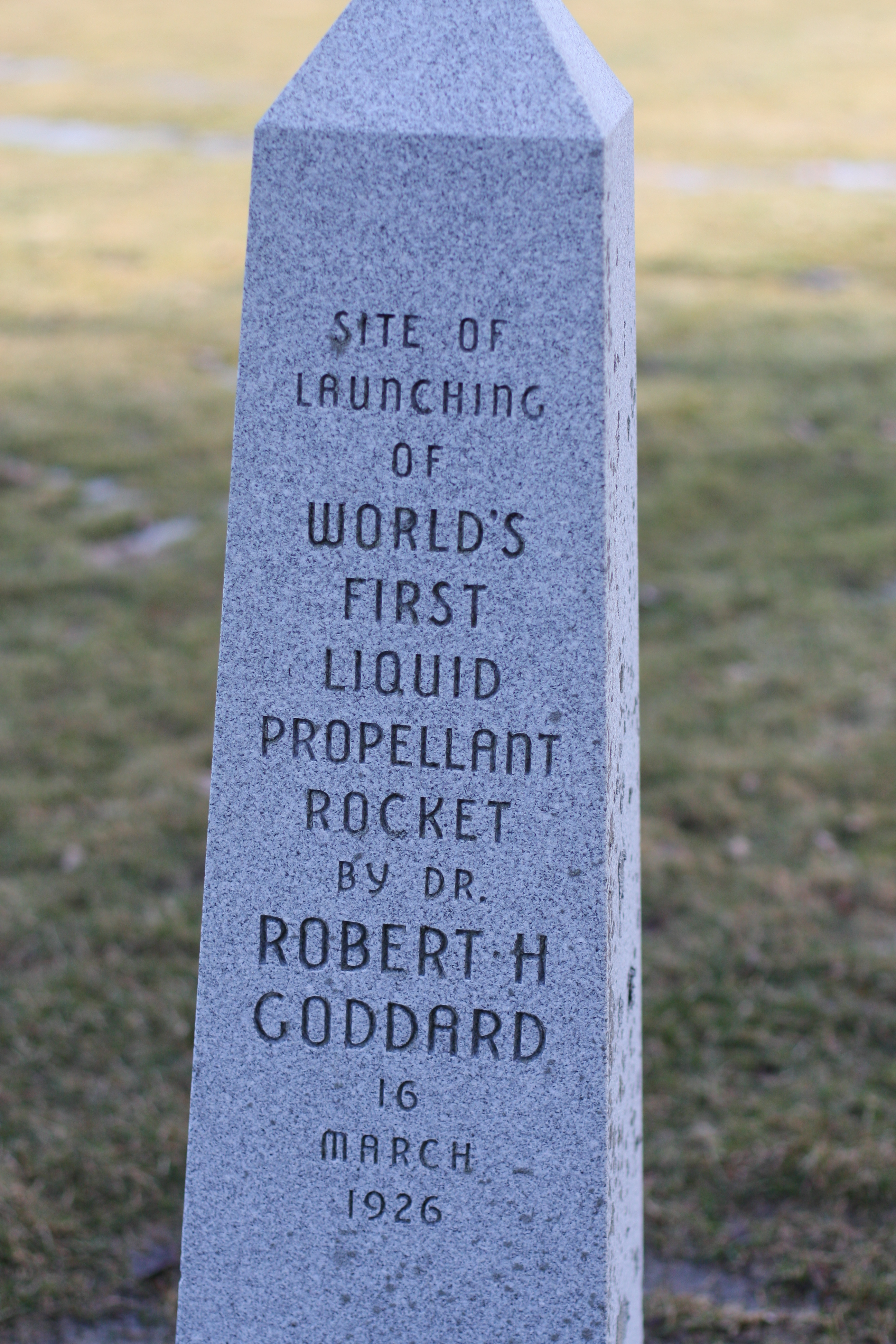
Denkmal zur Erinnerung und Markierung des Startplatzes

Das nordöstlich des Stadtzentrums von Auburn gelegene Gebiet gehörte bis zum Ende der 1920er Jahre zur Asa Ward Farm und war ein offenes Feld, bevor die Familie Ward den landwirtschaftlichen Betrieb aufgab und an gleicher Stelle den 54,2 Acres (21,9 ha) großen Golfplatz errichten ließ, der bis heute besteht. Das rund 1,2 m hohe Obelisk-Denkmal befindet sich in der Mitte zwischen dem Tee und dem Grün des 9. Fairways und damit rund 300 m von der Upland Street entfernt. Die American Rocket Society, heute Teil des American Institute of Aeronautics and Astronautics, errichtete im Juli 1960 ein zweites Denkmal nahe der Straße in Form einer rechteckigen Granitplatte.
Der 1882 in Worcester geborene Goddard studierte am Worcester Polytechnic Institute sowie an der Clark University, an der er auch promovierte. Er war schon früh an der Raketenwissenschaft interessiert und stellte eine Vielzahl von Berechnungen an. 1914 wurden ihm zwei Patente zugesprochen, die noch heute eine wichtige Rolle bei der Konstruktion von Raketen spielen. Er führte auf eigene Kosten Experimente und Studien zur Antriebstechnik durch und bewies sowohl mathematisch als auch praktisch, dass ein Raketenantrieb auch im Vakuum funktioniert. Nachdem er seine Finanzmittel aufgebraucht hatte, schickte er 1916 seine bisherigen Ergebnisse an die Smithsonian Institution, die ihm daraufhin 5.000 US-Dollar (heute ca. 127.000 Dollar) zur Fortsetzung seiner Forschung zur Verfügung stellte. Von 1914 bis 1917 wurden ihm insgesamt 70 Patente zugesprochen. Während des Ersten Weltkriegs arbeitete er kurzzeitig für das amerikanische Militär und kehrte 1919 an die Universität zurück.
Kurz darauf veröffentlichte Goddard seine Erkenntnisse in einem Artikel, der heute als Klassiker gilt. Seine dort beschriebene Idee, dass man mit Hilfe der Raketentechnologie auch den Mond erreichen könnte, führte zu weitreichenden Diskussionen darüber und brachten ihm die Spitznamen „moon-rocket man“ bzw. „Moony“ ein. Dessen ungeachtet führte er seine Experimente mit Flüssigtreibstoffen fort und konnte am 16. März 1926 weltweit zum ersten Mal eine mit Flüssigtreibstoff betriebene Rakete erfolgreich starten, die eine Flughöhe von 41 ft (12,5 m) erreichte und 2,5 Sekunden lang flog, bis sie rund 56 Meter vom Startpunkt entfernt wieder zu Boden fiel.
Auch der letzte von Goddard durchgeführte Raketenstart von dieser Position am 17. Juli 1929 ging in die Geschichte ein: Weltweit zum ersten Mal führte eine Rakete Nutzlast in Form eines Barometers, Thermometers und einer Kamera mit. Die über drei Meter große Rakete sank mit einem Fallschirm zu Boden, sodass die aufgezeichneten Daten der Instrumente erfolgreich ausgelesen werden konnten. Die dadurch generierte Aufmerksamkeit erreichte schließlich auch Charles Lindbergh, der Goddard half, Mittel der Guggenheim Foundation für seine Forschungen einzuwerben.
Goddard zog mit seinem Labor nach Roswell in New Mexico, wo er am 30. Dezember 1930 eine rund 3,3 m große Rakete 2.000 ft (609,6 m) aufsteigen ließ, die eine Geschwindigkeit von über 800 km/h erreichte. 1935 startete er die erste mit einem Gyroskop ausgestattete Rakete, die eine Flughöhe von 4.800 ft (1.463 m) erreichte. 1941 wurde er von der United States Navy angeworben und unterstützte die Entwicklung der Bazooka. Erst mit der Entwicklung der deutschen V-2 wurden die Erkenntnisse von Goddard ernsthaft von amerikanischen Wissenschaftlern untersucht.